# Homo helmei
Homo helmei (лат.) — название вида людей, предложенное для плейстоценовых гоминид, имеющих переходные характеристики между Homo heidelbergensis и Homo sapiens.
Основанием для выделения нового вида послужила находка Томасом Ф. Дрейером в 1932 году черепа в южноафриканском местонахождении Флорисбад (провинция Фри-Стейт), отличающегося мозаикой переходных черт. Первоначально возраст находки оценили в 40 тыс. лет, но в 1996 году возраст был уточнён — 259 тыс. лет.
Кроме черепа из Флорисбада, к Homo helmei относят ряд других африканских находок: Элие Спрингс KNM-ES 11693 (Кения), LH18 (Летоли 18 или Нгалоба), Илерет KNM-ER 3884 (Гуомде, Кения), Омо-2 (Эфиопия), Ирхуд-1 (Марокко), череп из Синга (Судан), находки из Хауа Фтеах (Киренаика, Ливия), Мугарет эль Алия (Марокко) и Дире-Дауа (Эфиопия).
С. Макбрерти и А. Брукс предполагают, что эволюция рода Homo в Африке прошла три стадии: Homo erectus/ergaster > Homo helmei > Homo sapiens.
Также к Homo helmei иногда относят неафриканские находки: Понтневидд (Уэльс), Эрингсдорф (Германия), Зуттие (Израиль), Нармада (Индия), Маба, Дали, Чинньюшан (Китай).
Американские антропологи Б. Вуд и М. Коллард сближают череп из Флорисбада с родезийским человеком из Кабве и относят его к виду Homo heidelbergensis.
Учёные, исследовавшие находки из марокканского Джебель-Ирхуд, включают их вместе с черепом из Флорисбада в особую группу ранних представителей человека разумного Homo sapiens.